# Beauvais
Beauvais /boˈvɛ/ (in piccardo Bieuvais) è un comune francese di 57 071 abitanti, capoluogo del dipartimento dell'Oise della regione dell'Alta Francia.

## Geografia fisica
Beauvais si trova ai piedi di colline boschive sulla sponda sinistra del fiume Thérain, alla confluenza con l'Avelon. I suoi antichi bastioni sono ormai distrutti e oggi la cittadina è circondata da grandi viali oltre i quali scorrono rami del Thérain.

## Storia
Si tratta dell'antico oppidum celta di Bratunspantium dell'epoca della conquista della Gallia di Gaio Giulio Cesare. L'antica Beauvais cambiò il suo nome, in seguito alla conquista romana, con Caesaromagnus (dopo il Rinascimento, la denominazione latina era Bellovacum). Prese il suo nome attuale dalla tribù belga dei Bellovaci, dei quali fu la capitale. Divenne una contea nel IX secolo, in seguito fu ceduta ai vescovi della città, che nel XII secolo assursero al rango di pari del reame. Il vescovo di Beauvais partecipava all'incoronazione del re indossando il manto reale e, con il vescovo di Langres, era incaricato di accompagnare il re dal trono per presentarlo al pubblico.

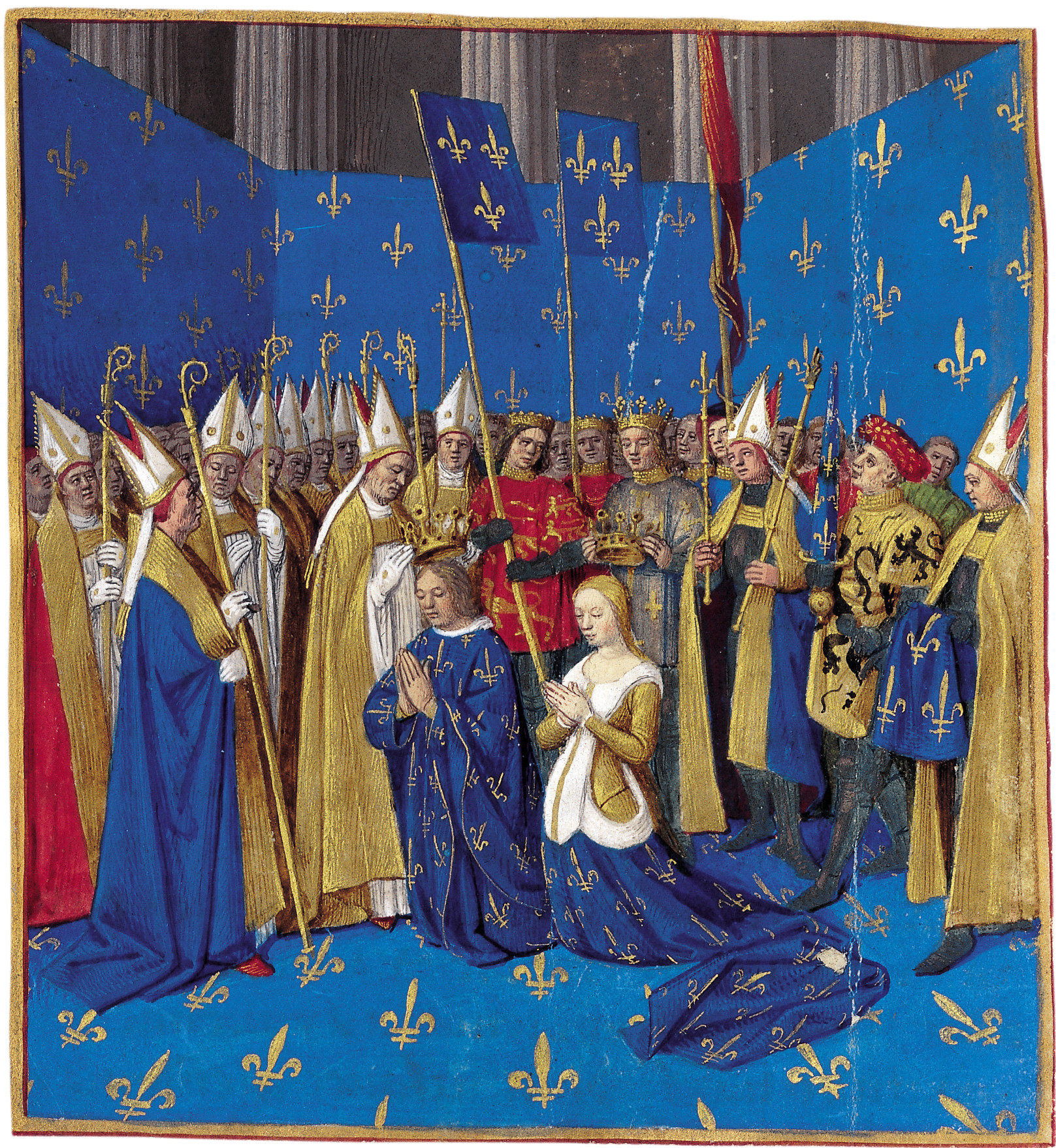
Il vescovo di Beauvais Milo de Nanteuil è ritratto mentre regge il mantello reale per l'incoronazione di re Luigi VIII di Francia e della Regina di Francia Bianca di Castiglia

Nel 1346 la cittadina dovette difendersi dagli inglesi, che l'assediarono di nuovo nel 1433. Nel 1472 un altro assedio ordinato dal duca di Borgogna divenne famoso per l'eroismo delle donne della città guidate da Jeanne Hachette: la tradizione vuole che la giovinetta sia entrata nel campo degli inglesi e con una accetta (hachette in francese) abbia tagliato la testa a uno dei generali nemici. La ricorrenza è celebrata l'ultima domenica di giugno di ogni anno in una processione nella quale le donne sfilano davanti agli uomini.
Dal 1664 fu sede della manifattura di Beauvais, che sotto la protezione reale produceva arazzi con telai a basso liccio.
Nel XIX secolo la città cresce e si sviluppa all'esterno della mura, con la costruzione di viali ed edifici importanti quali la stazione ferroviaria, il Liceo Felix-Faure e l'Hotel-Dieu. Nel 1851 il principe Luigi Napoleone Bonaparte inaugura la statua dedicata a Jeanne Hachette nella piazza principale della città.
Alla fine del secolo si sviluppa l'Art Nouveau e Beauvais diviene un importante centro di produzione di piastrelle decorative in ceramica.
Con la prima guerra mondiale Beauvais si trova in prossimità del fronte e nel 1918 diviene anche sede del quartier generale alleato. Quell'anno Beauvais subisce il suo primo bombardamento ad opera dell'esercito tedesco.
Dopo la firma dell'armistizio con la Germania (avvenuta nel vicino bosco di Compiègne), la città conosce un periodo di declino.
Allo scoppiare della seconda guerra mondiale, Beauvais ricopre il ruolo di città-ospedale,
ciononostante nel 1940 subisce un bombardamento da parte dell'aviazione tedesca che causa un gigantesco incendio: due terzi della città vanno a fuoco e metà delle abitazioni, oltre a molti degli edifici risalenti al Medioevo e al Rinascimento, è distrutta.

## Arazzi di Beauvais
Le arazzerie di Beauvais furono inaugurate ufficialmente nel 1644, anno in cui Luigi XIV e il suo ministro Colbert finanziarono la nascita di nuovi laboratori in un centro dove già da qualche tempo erano attivi valenti arazzieri artigiani. Il periodo d'oro per la produzione si può circoscrivere al quarantennio che va dal 1664 al 1704, nel quale vennero create varie serie come quelle sulle Conquiste di Luigi XIV, e sulle Conquiste di Carlo XI, commissionata quest'ultima dalla corte di Svezia. Tra le serie più riprodotte si annoverarono i Trionfi degli dei marini e Cina del 1704.
Durante il Settecento la produzione si orientò verso temi esotici o ispirati da opere letterarie, con una tecnica sempre più imitante l'arte pittorica.

L'arte dell'arazzo andò incontro a un periodo buio con l'avvento del classicismo e l'attività chiuse i battenti nel 1793 per riaprirli solo nel 1880.
Da allora fino ad oggi ha realizzato, principalmente, prodotti negli stili del passato.

## Maiolica di Beauvais
Sin dal lontano Trecento nel centro di Beauvais furono prodotti pezzi in maiolica di pregevole fattura, quali piatti e vasi da farmacia.
Al Museo del Louvre è conservato un piatto con la decorazione dello stemma del vescovo Louis de Villiers, datato agli inizi del Cinquecento.

In genere questi prodotti venivano decorati al centro con motivi floreali o temi a intreccio mentre verso l'esterno riportavano inscrizioni in lettere gotiche.
La produzione proseguì senza interruzioni fino al XIX secolo, senza subire variazioni di rilievo.

## Monumenti e luoghi d'interesse

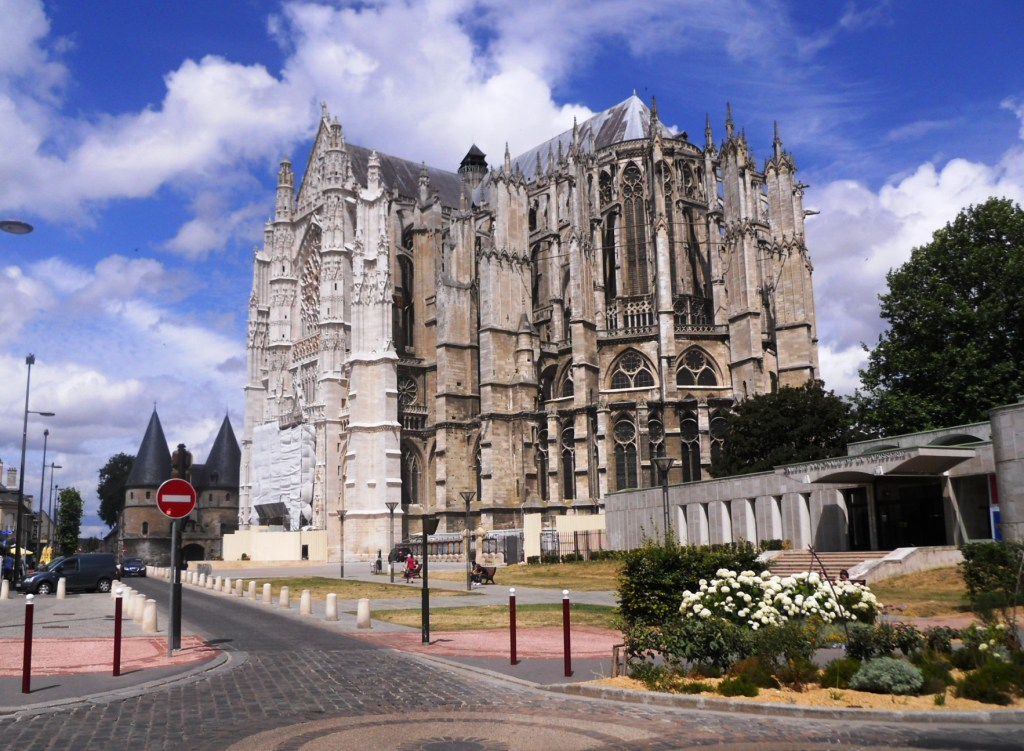
La Cattedrale di San Pietro di Beauvais

- Cattedrale di San Pietro: venne iniziata nel 1238, più volte interrotta e ripresa per problemi di statica, è rimasta incompiuta. Tuttavia è un edificio maestoso che presenta un transetto e l'arditissimo coro, che con le sue volte di 48,20 metri, è il più alto dell'architettura gotica. Unita alla cattedrale vi è la parte restante della chiesa di Notre-Dame-de-la-Basse-Œuvre (X secolo), rara testimonianza di architettura carolingia in Francia.
- Palazzo Vescovile Sorge a sinistra della Cattedrale, di fronte a quella che doveva essere la facciata principale, poi mai costruita. Una porta fortificata del secolo XIV fa da ingresso e introduce nel cortile dove si affaccia il maestoso palazzo dei vescovi di Beauvais. Eretto a partire dal XII secolo venne rifatto fra il XIV e il XVI secolo. La facciata principale, sulla corte, movimentata e ricca di decorazioni è in stile tardogotico e venne realizzata intorno al '500. Oggi ospita il Musée départemental de l'Oise.
- Galerie Nationale de la Tapisserie. Dietro l'abside della Cattedrale, in un edificio moderno del 1976, è ospitato il Museo Nazionale dell'Arazzo. Espone esempi della manifattura francese dal XV secolo a oggi, con una grande parte dedicata proprio alla produzione cittadina.
- Chiesa di Santo Stefano. È un grande edificio eretto in stile romanico nel XII secolo, poi modificato con l'aggiunta del grande coro gotico-fiammeggiante nel XVI secolo. All'interno conserva un mirabile ciclo di vetrate cinquecentesche, ritenute tra le più belle del Rinascimento[3], opera di Engrand Le Prince.

## Economia
Le principali aziende presenti a Beauvais sono: Spontex (spugne e panni per la pulizia), Givenchy (cosmetica e moda), AGCO (trattori Massey Ferguson, più grande datore di lavoro privato della regione), Isagri (sistemi informatici), CCMO (Caisse Chirurgicale et Médicale de l'Oise, assicurazioni), Biocodex ed Evolupharm (farmaceutico).
Il locale Aeroporto di Beauvais Tillé offre lavoro a circa 1 000 persone.

## Infrastrutture e trasporti

### Aeroporto
L'aeroporto cittadino si trova nel vicino comune di Tillé e funge da aeroporto secondario per la città di Parigi, dalla quale dista circa 100 km.

### Ferrovie
La stazione ferroviaria principale della città è la Stazione di Beauvais.

## Sport
Nel 2006, Beauvais ha vinto la sfida di "Città più sportiva di Francia" organizzata dal giornale sportivo L'Équipe.
Le società sportive presenti a Beauvais sono:
- pallacanestro: BBCO e BOUC
- calcio: AS Beauvais Oise
- pallavolo: Beauvais OUC
- rugby a XV: Beauvais Rugby Club
- pallamano: Beauvais OUC

Le principali strutture sportive presenti nel territorio comunale sono:
- stadio di calcio ed atletica "Pierre Brisson"
- velodromo "George Lebesgue" (Parc Marcel Dassault)
- l'Elispace: palazzetto dello sport con (2 700 posti a sedere in configurazione "sport", che possono salire a 4 500 in configurazione "concerto/spettacolo")
- piscine municipali: "Aldebert Bellier", "Marcel Dassault", Aquaspace
- base nautica del Plan d'Eau du Canada

## Società

### Evoluzione demografica

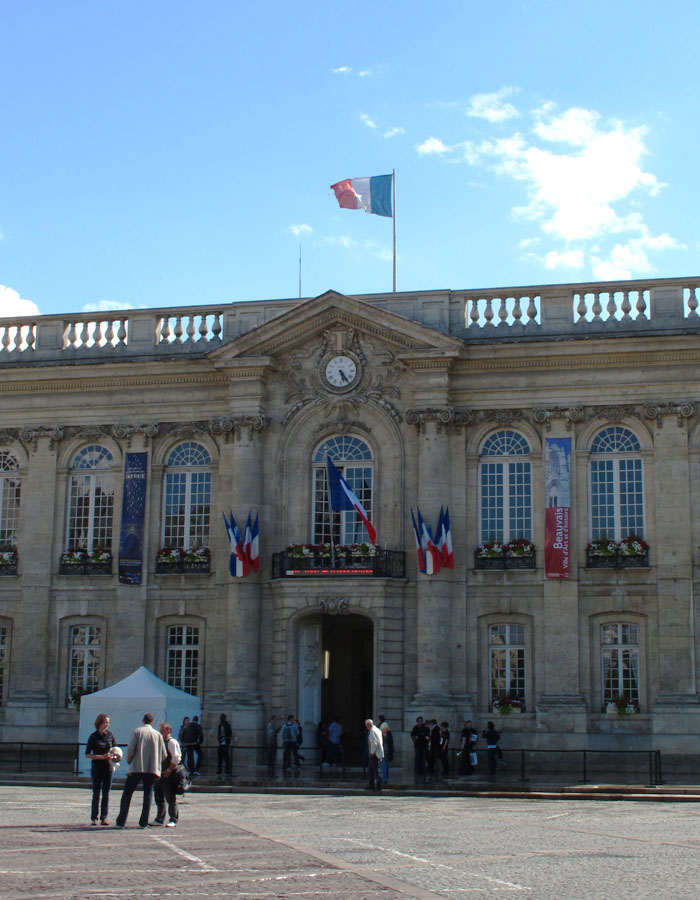
La sede della mairie (municipio) di Beauvais

Abitanti censiti

## Amministrazione

### Gemellaggi
Beauvais è gemellata con:
- Maidstone, dal 1961
- Witten, dal 1975
- Setúbal, dal 1982

Esistono anche accordi di partenariato con:
- Dej, dal 1995
- Tczew, dal 2003